# Glycosmis cochinchinensis
Glycosmis cochinchinensis är en vinruteväxtart som först beskrevs av João de Loureiro, och fick sitt nu gällande namn av Jean Baptiste Louis Pierre. Glycosmis cochinchinensis ingår i släktet Glycosmis och familjen vinruteväxter. Inga underarter finns listade i Catalogue of Life.